# Place Castellane
Pour les articles homonymes, voir Castellane (homonymie).
La place Castellane est une place de la ville de Marseille.

## Situation et accès
Cette place est située non loin du centre de Marseille (6e arrondissement).
Cette place, l'un des deux croisements des deux lignes du métro marseillais, accueille également le terminus de la ligne 3 du tramway.

## Origine du nom
Elle doit son nom à Henri-César de Castellane-Majastre, qui offrit le terrain et le financement des travaux en 1774.

## Historique
Avant d'avoir été remplacée par une fontaine, cette place disposait en son centre d'un obélisque entre 1811 et le début du XXe siècle. C'était à l'occasion de la naissance du fils de l'empereur Napoléon Ier : le Roi de Rome.
Dans son livre La Flèche d'or, Joseph Conrad parle de cette place avec l'obélisque : « À l'extrémité de la rue de Rome, le souffle violent et glacial du mistral enveloppa la victoria d'une vaste traînée de soleil brillant, mais dépourvu de chaleur. Nous prîmes à droite, en contournant à une allure majestueuse l'obélisque assez mesquin dressé à l'entrée du Prado. » La période de ce récit se situe vers 1875.
Depuis le 12 novembre 1911, cet obélisque a été transféré dans le quartier de Mazargues et remplacé par la fontaine Jules Cantini. Une des plus belles fontaines de la ville, elle représente Marseille au sommet d'une colonne ; ses faces évoquent la Méditerranée qui pointe son doigt vers la rade, et le Rhône y est allégoriquement représenté à toutes les étapes de son parcours depuis sa source jusqu'à la mer. Elle a été sculptée entre 1911 et 1913 par le Toulonnais André-Joseph Allar en marbre de Carrare, à la demande de Jules Cantini.

## Bâtiments remarquables et lieux de mémoire

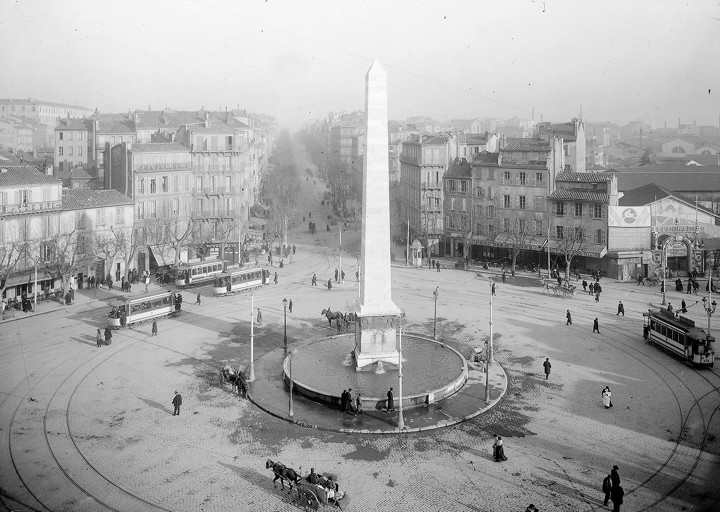
Obélisque visible jusqu'au début du XXe siècle
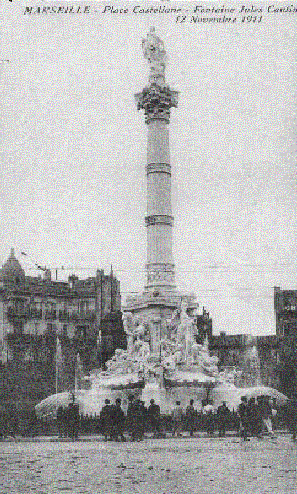
Fontaine de la place Castellane l'année de son inauguration
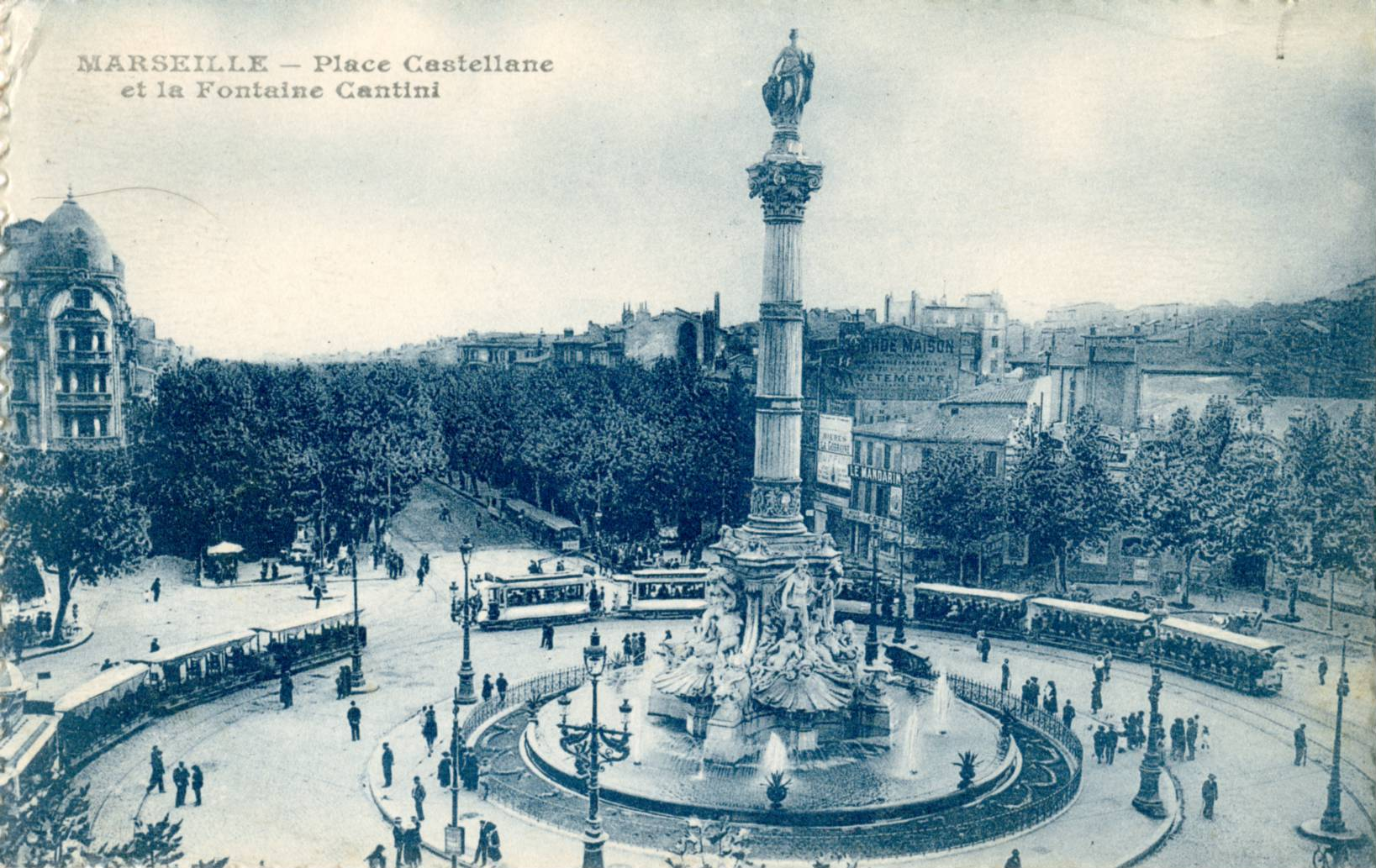
La place Castellane peu après l'inauguration de la fontaine Cantini, environnée de rames de l'ancien tramway de Marseille
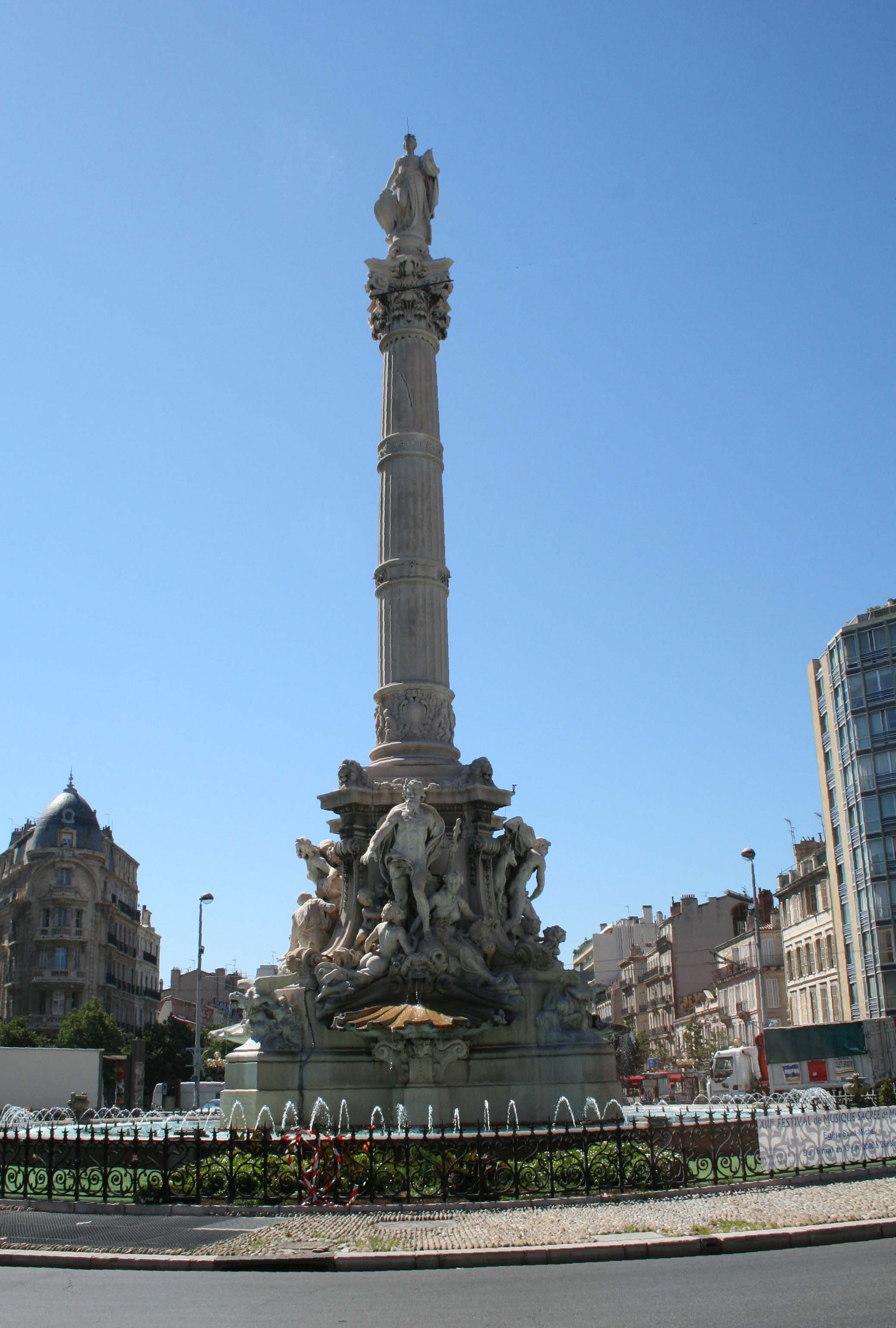
Place Castellane
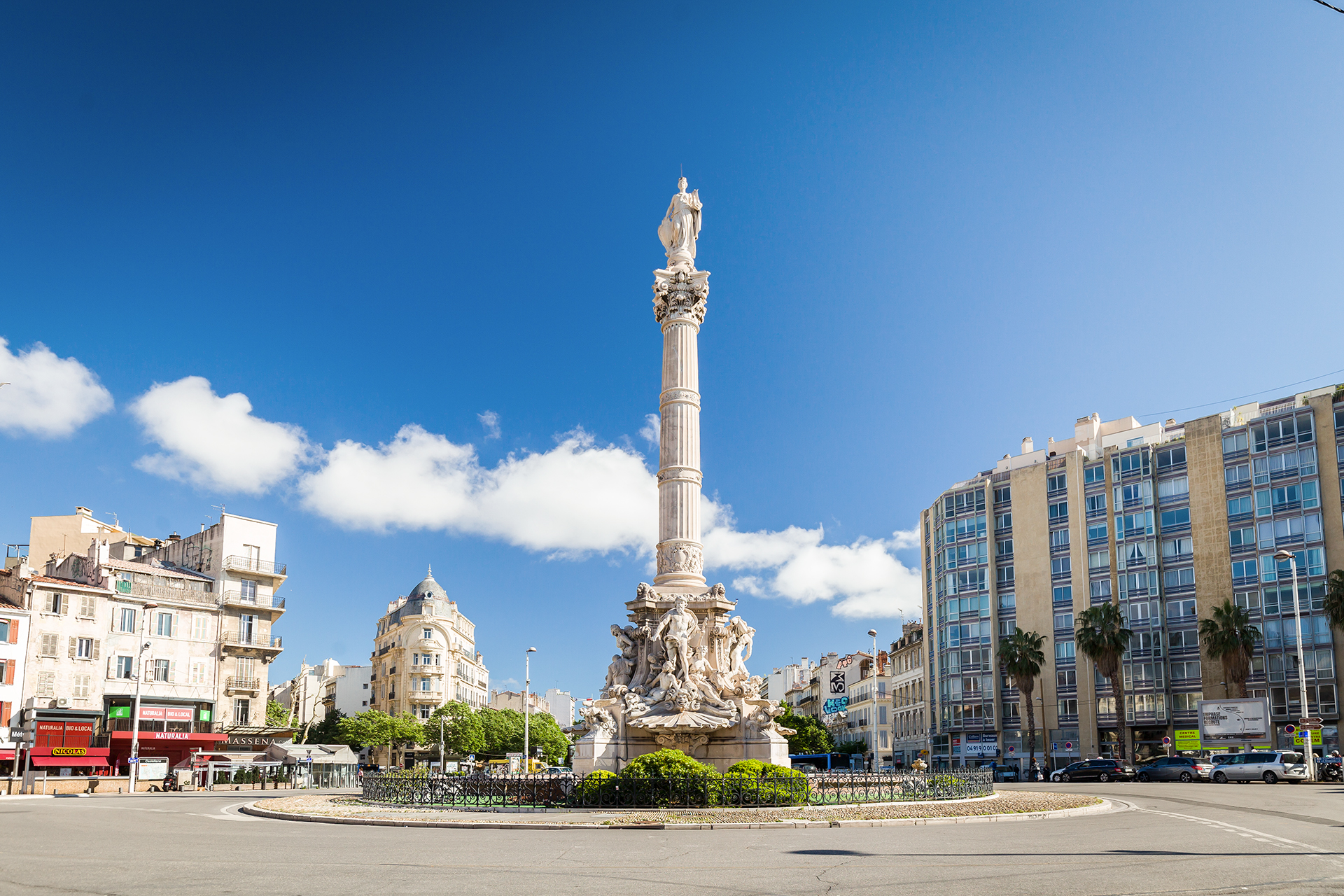
Place Castellane en 2021
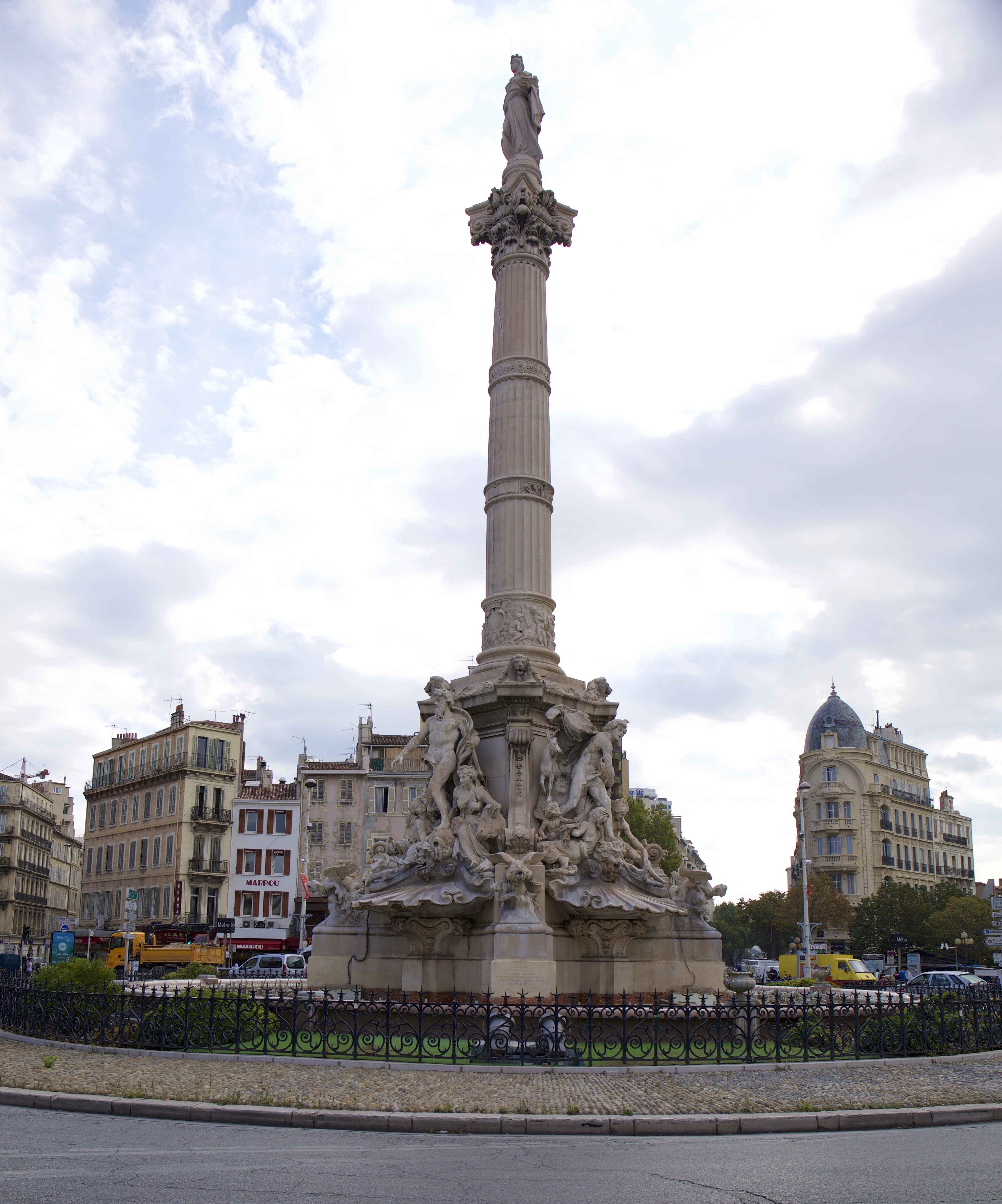